# Parotis caeruleiceps
Parotis caeruleiceps là một loài bướm đêm trong họ Crambidae.